# Marcus Lindberg (fotbollsspelare född 2000)
Marcus Lindberg, född 27 juni 2000, är en dansk fotbollsspelare (offensiv mittfältare) som representerar IK Sirius i Fotbollsallsvenskan, med kontraktsslut 30 augusti 2028. Lindberg spelade tidigare för Hvidovre IF.